# Friedrich Brie
Friedrich Daniel Wilhelm Brie (* 21. November 1880 in Breslau; † 12. September 1948 in Freiburg im Breisgau) war ordentlicher Professor der Anglistik und Rektor der Universität Freiburg.

## Leben
Friedrich Brie wurde als Sohn des ordentlichen Professors für Staats- und Kirchenrecht, Siegfried Brie, in Breslau geboren. Während seines Studiums in Heidelberg wurde er 1899 Mitglied der schwarzen Verbindung und späteren (seit 1909) Burschenschaft Vineta Heidelberg. Brie promovierte 1902 in Berlin zum Dr. phil., drei Jahre später folgte die Habilitation in Marburg bei Wilhelm Viëtor mit einer Arbeit über die mittelenglische Prosachronik The Brute of England.
Er heiratete 1907 Käthe Erdmann, Tochter des Benno Erdmann, Professor der Philosophie in Berlin, und Schwester von Lothar Erdmann.
1910 wurde er auf die Professor für Anglistik in Freiburg berufen, die zunächst ein Extraordinariat, ab 1911 dann ein ordentlicher Lehrstuhl war. Im Wintersemester 1911/12 unterrichtete er als erster Dozent an der Universität Freiburg amerikanische Literatur (Irving und Poe). Während des Ersten Weltkriegs schrieb Brie eine Reihe stark nationalistisch und anti-britisch geprägter Bücher und Artikel, darunter „Imperialistische Strömungen in der englischen Literatur“ (1916). Unter dem Eindruck seines Lektors Max Henry Ferrars unterstützte er den irischen Freiheitskampf.
In den zwanziger Jahren war Brie ein Jahr lang Rektor der Universität (1927/28). Im selben Jahr machte er in den USA die Bekanntschaft von Matthew Taylor Mellon aus der Pittsburgher Carnegie / Mellon-Dynastie und warb ihn als Lektor für das Englische Seminar in Freiburg an, wo Mellon 1934 mit einer Arbeit über die Sklavereifrage promoviert wurde. Als Halbjude im Sinne der NS-Ideologie hätte Brie eigentlich entlassen werden müssen; Kollegen, Mellon und der Rektor Metz hielten ihn jedoch bis 1937/38 im Amt, so dass er sogar noch sein Hauptwerk, „Die nationale Literatur Schottlands … bis zur Renaissance“ (1937) veröffentlichen konnte. 1937 zwangsemeritiert, wurde er während der Reichspogromnacht am 9. November 1938 verhaftet und für einige Tage im KZ-Dachau interniert.
Während des Krieges hielt er insgeheim Privatissimen ab und wurde von Mitgliedern des Freiburger professoralen Widerstandskreises unterstützt. Er publizierte noch bis 1940; einige dieser Artikel sind so zweideutig formuliert, dass widerständige Bedeutungen herausgelesen werden können. Nach Kriegsende wurde er von der französischen Verwaltung als erster Professor der Universität wieder auf seinem Lehrstuhl eingesetzt und diente als Dekan der Philosophischen Fakultät. Bei einer Wanderung mit Studierenden auf dem Schlossberg starb er überraschend an einem Herzinfarkt. Sein Name erscheint in der Eingangshalle des Kollegiengebäudes I auf dem Mahnmal für die Verfolgten und Opfer des NS-Regimes.
1933 wurde Brie außerordentliches Mitglied der Heidelberger Akademie der Wissenschaften, aus der er 1939 ausgeschlossen wurde. 1947 wurde er als außerordentliches Mitglied wieder aufgenommen.

## Veröffentlichungen (Auswahl)
- Die englischen Ausgaben des Eulenspiegel und ihre Stellung in der Geschichte des Volksbuches. Buchdruckerei Wagner, Weimar 1902 (Breslau, Univ., Phil. Diss., 1902).
- Eulenspiegel in England. Mayer & Müller, Berlin 1903 (Palaestra; 27).
- Geschichte und Quellen der mittelenglischen Prosachronik. The Brute of England oder The chronicles of England. Elwert, Marburg 1905 (Habilitationsschrift, Hohe Philosophische Fakultät zu Marburg, 1905).
- Hrsg.: Festschrift Wilhelm Viëtor zum 25. Dezember 1910. Elwert, Marburg 1910 (Die neueren Sprachen; 1910, Ergänzungsband).
- Imperialistische Strömungen in der englischen Literatur. Niemeyer, Halle a.S. 1916.
- Der irische Aufstand von 1916. Schwetschke, Berlin 1917 (Kriegspolitische Einzelschriften; 17).
- Sidneys Arcadia: eine Studie zur englischen Renaissance. Trübner, Straßburg 1918 (Quellen und Forschungen zur Sprach- und Kulturgeschichte der germanischen Völker; 124).
- Exotismus der Sinne  eine Studie zur Psychologie der Romantik. Winter, Heidelberg 1910 (Sitzungsberichte der Heidelberger Akademie der Wissenschaften, Philosophisch-Historische Klasse; 1920,3) (Digitalisat).
- Ästhetische Weltanschauung in der Literatur des XIX. Jahrhunderts. Boltze, Freiburg i.Br. 1921.
- Hrsg.: Englisches Lesebuch: neunzehntes Jahrhundert. Winter, Heidelberg 1923 (Germanische Bibliothek. Abteilung 1, Elementar- und Handbücher. Reihe 3, Lesebücher; 5).
- Englische Rokoko-Epik (1710–1730). Hueber, München 1927.
- Englische Philologie. In: Gustav Abb. (Hrsg.): Aus fünfzig Jahren deutscher Wissenschaft. Die Entwicklung ihrer Fachgebiete in Einzeldarstellungen. de Gruyter, Berlin 1930, S. 216–231.
- Die nationale Literatur Schottlands : von den Anfängen bis zur Renaissance. Niemeyer, Halle a.S. 1937.